# Wallburg Bruchhauser Steine

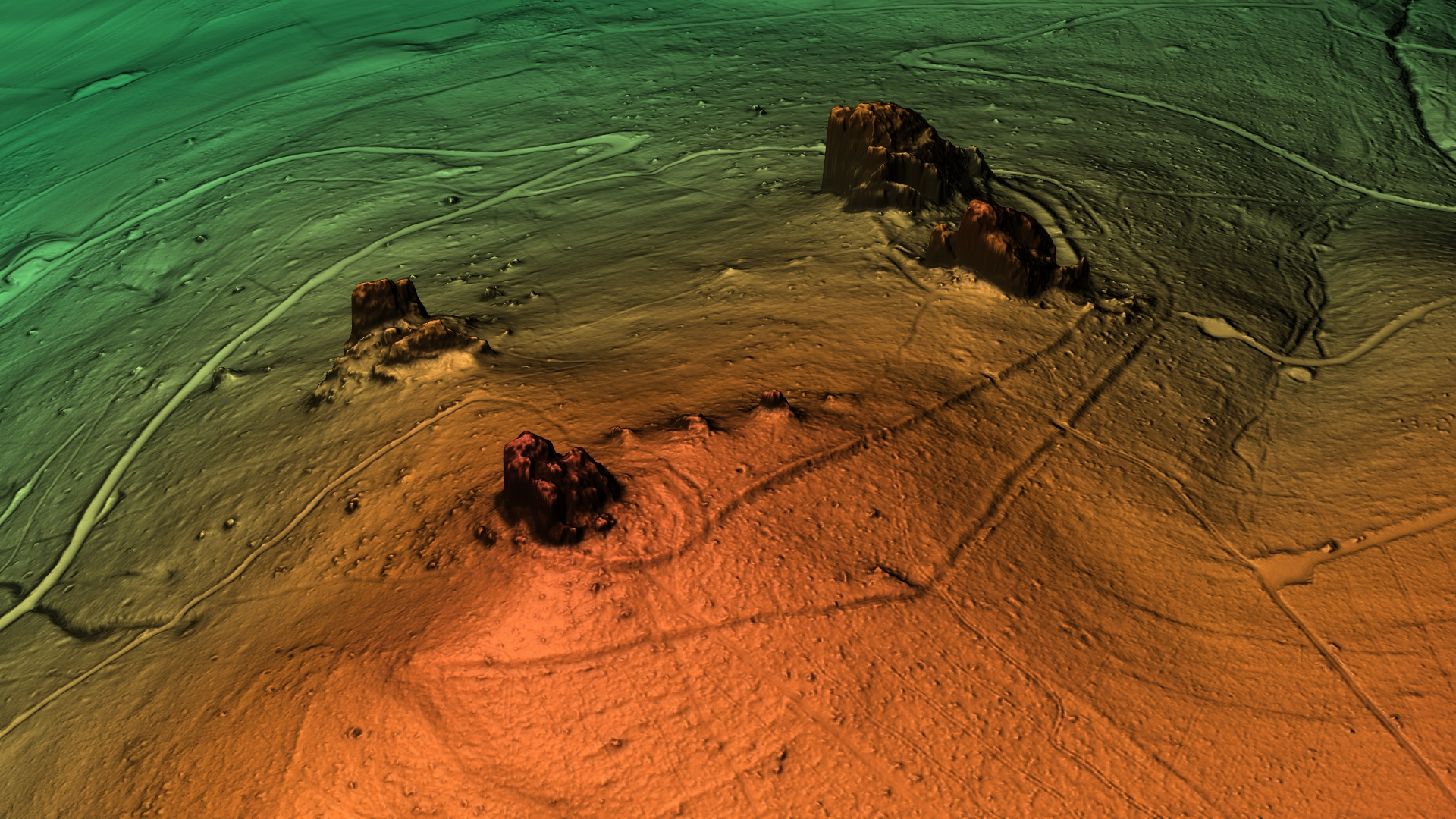
3D-Ansicht des digitalen Geländemodells

Die Wallburg Bruchhauser Steine bei Bruchhausen (Stadt Olsberg) liegt auf dem 728 m hohen Istenberg und ist eine der ältesten Befestigungsanlagen im Sauerland und stammt in den Anfängen aus dem 6. Jahrhundert vor Christus.

## Beschreibung
Die Höhenburg schließt die vier großen Felsen der Bruchhauser Steine ein. Vom sogenannten Feldstein, dem südlichsten und höchsten Felsen geht eine verstürzte zyklopische Mauer aus, die zum nördlichen Goldstein führt. Vorgelagert ist ein Graben. Zwischen dem Goldstein und dem Bornstein verläuft eine ähnliche Mauer. Dieser sperrt den Zugang von Nordosten ab. Im Südosten ist 300 m entfernt ein weiterer Wall mit Graben vorgelagert. Der Bornstein und der Goldstein waren außerdem auf ihrer Westseite mit einer Trockenmauer verbunden. Zwischen den beiden Steinen entstand so ein viereckiger Platz von etwa 0,6 ha. Im Westen des Ravensteins, im Südosten des Bornsteines und am nordöstlichen Fußes des Feldsteines gibt es weitere kleinere Sicherungen. Im Westen zwischen Feld- und Ravenstein sowie im Norden zwischen Ravenstein und Bornstein hat man keine sichtbaren Befestigungen gefunden.

## Datierung und Deutung
Nach einigen kleineren Funden kann man die Ursprünge der Anlage in die Späthallstattzeit etwa in das 5. und 6. sowie das 3. Jahrhundert vor Christus datieren.
Die häufig geäußerte Vermutung, dass die Anlage nicht nur zur Verteidigung, sondern auch als Kultplatz diente, ist möglich, aber nicht gesichert. Die Anlage schützte aber den nahen Eisen- und Kupferabbau. Im frühen Mittelalter wurde die Anlage erneut genutzt und ausgebaut.